# Loose (album)
„Loose” este al treilea album de studio ai cântăreței canadiene Nelly Furtado.

## Cântecele
1. „Afraid”, featuring Attitude (Nelly Furtado, Tim "Attitude" Clayton, Nate Hills, Tim Mosley) – 3:35
2. „Maneater” (Nelly Furtado, Jim Beanz, Nate Hills, Tim Mosley) – 4:25
3. „Promiscuous”, featuring Timbaland (Furtado, Clayton, Hills, Mosley) – 4:02
4. „Glow” (Furtado, Hills, Mosley, Nisan Stewart) – 4:02
5. „Showtime” (Furtado, Hills, produs de Danja) – 4:15
6. „No Hay Igual” (Furtado, Hills, Mosley, Stewart, produs de Timbaland, Danja și Nisan Stewart) – 3:35
7. „Te Busqué”, featuring Juanes (Furtado, Juanes, Lester Mendez, produs de Lester Mendez) – 3:38
8. „Say It Right” (Furtado, Hills, Mosley) – 3:43
9. „Do It” (Furtado, Stewart, Mosley) – 3:41
10. „In God's Hands” (Furtado, Rick Nowels, produs de Rick Nowels și Nelly Furtado) – 4:54
11. „Wait for You” (Furtado, Hills, Mosley) – 5:11
12. „All Good Things (Come to an End)” (Furtado, Hills, Chris Martin, Mosley) – 5:11